# Danya Kukafka
Danya Kukafka (* 1994 Colorado, USA) je americká spisovatelka. Je známá jako autorka románů, pracuje jako literární agentka.

## Život
Vyrostla v Coloradu, později se přestěhovala do New Yorku. Studovala na Gallatin School of Individualized Study na New York University, kde získala titul v tvůrčím psaní. Po stážích v různých literárních agenturách pracovala jako pomocná redaktorka. Je činná jako literární agentka v Trellis Literary Management.
Svůj debutový román Girl in Snow (Dívka na sněhu) vydala v roce 2017, kniha se stala národním bestsellerem a byla přeložena do mnoha jazyků. V roce 2018 obdržel román Hearst Big Book Award. V roce 2022 vyšel její román Notes on an Execution (Poznámky k popravě). Román získal v roce 2023 Edgar Allan Poe Award. Podle knihy byl natočený film.

## Česky vydané knihy
- Dívka na sněhu, 2018 (Girl in Snow, 2017)[8]
- Poznámky k popravě, 2023 (Notes on an Execution, 2022)[9]